# Bergsmansgatan
Bergsmansgatan är en gata i centrala Karlskoga. Den börjar där Kungsvägen viker av norrut vid Tingshusparken och Maja Ekelöfs plats. 
Gatan fick sitt namn omkring 1950-talet, men tidigare har den kallats "Vägen till Filipstad" eller "Vägen till Loka".